# Ville fusionnée de Bad Breisig
La Ville fusionnée de Bad Breisig est une municipalité allemande située dans le land de Rhénanie-Palatinat et l'arrondissement d'Ahrweiler.
Cette commune fusionnée est composée des municipalités suivantes :

Localisation du Verbandsgemeinde de Bad Breisig dans l'arrondissement d'Ahrweiler

1. Bad Breisig
2. Brohl-Lützing
3. Gönnersdorf
4. Waldorf

## Source
- (de) Cet article est partiellement ou en totalité issu de l’article de Wikipédia en allemand intitulé « Verbandsgemeinde Bad Breisig » (voir la liste des auteurs).